# Gustavo Rojo
Gustavo Rojo Pinto (* 5. September 1923 auf dem Frachter Krefeld; † 22. April 2017 in Mexiko-Stadt) war ein uruguayischer Schauspieler und Filmproduzent.

## Leben
Gustavo Rojo wurde an Bord des deutschen Frachters Krefeld auf dem Weg von Lissabon nach Montevideo geboren und ist ein Sohn der bekannten spanischen Schriftstellerin Mercedes Pinto. Sein Schauspieldebüt gab er im Alter von 15 Jahren in einem mexikanischen Film.
Seine erste von vielen internationalen Rollen spielte er in Tarzan in Gefahr (1948) an der Seite von Johnny Weissmüller. Viele weitere Filmarbeiten in Mexiko (u. a. mit Regisseur Luis Buñuel) und Spanien folgten, zudem wirkte er in dem Monumentalfilm Alexander der Große (1956) an der Seite von Richard Burton, in Die Verlobten des Todes (1957) mit Hans Albers, Operation Tiger (1957) mit dem jungen Sean Connery und Hollywood-Produktionen mit Glenn Ford (Eine Tolle Nummer, 1960) oder Roger Moore (Die Madonna mit den zwei Gesichtern, 1959) mit.
Die Ehe mit der Österreicherin Erika Remberg brachte ihn zum deutschen Film. Rojo wirkte in Schlagerfilmen, einem Dr.-Mabuse-Film, Krimis und sogar Heimatfilmen mit. Für seine Mitwirkung in den Karl-May-Filmen Old Shatterhand, Der Schatz der Azteken, Die Pyramide des Sonnengottes, Durchs wilde Kurdistan und Im Reiche des silbernen Löwen sowie die Verkörperung des „Winnetou“ bei den Karl-May-Aufführungen in der Berliner Deutschlandhalle 1966 und 1968 erhielt Gustavo Rojo 2004 den vom Karl-May-Museum gestifteten „Scharlih“-Award.
1969 spielte er in The Valley of Gwangi (Gwangis Rache) mit, einer Arbeit des Animationsspezialisten Ray Harryhausen. Anfang der 1970er-Jahre ging Gustavo Rojo zurück nach Mexiko, wo er regelmäßig in Filmen, Fernsehserien und der Theaterarbeit zu sehen war. 2007 spielte er in der erfolgreichen Telenovela Destilando amor mit.
Seine Tochter Ana Patricia Rojo (* 1974) ist eine erfolgreiche Schauspielerin.

## Filmografie (Auswahl)
- 1939: Ahora seremos felices
- 1948: Tarzan in Gefahr (Tarzan and the Mermaids)
- 1949: Der große Lebemann (El gran calavera)
- 1954: Aufstand im Inselparadies (La principessa delle canarie)
- 1956: Alexander der Große (Alexander the Great)
- 1957: Die Verlobten des Todes (I fidanzati della morte)
- 1957: Operation Tiger (Action of the Tiger)
- 1959: Eine tolle Nummer (It Started With a Kiss)
- 1959: Die Madonna mit den zwei Gesichtern (The Miracle)
- 1960: Schön ist die Liebe am Königssee
- 1961: Schlager-Revue 1962
- 1963: Der eiserne Capitano (Il capitano di ferro)
- 1963: Mord in Rio
- 1963: Der Chef wünscht keine Zeugen
- 1963: Old Shatterhand
- 1964: Die Todesstrahlen des Dr. Mabuse
- 1964: Das Kriminalmuseum: Akte Dr. W.
- 1965: Durchs wilde Kurdistan
- 1965: Im Reiche des silbernen Löwen
- 1965: Komm mit zur blauen Adria
- 1965: Der Marquis – der Mann, der sich verkaufen wollte (El marques)
- 1965: Der Schatz der Azteken
- 1965: Die Pyramide des Sonnengottes
- 1966: Die Hexe ohne Besen (Una bruja sin escoba)
- 1966: Joe Navidad
- 1966: Der Mann, der aus dem Norden kam (Frontera al sur)
- 1966: Frauen, die durch die Hölle gehen (Las siete magníficas)
- 1966: Laß die Finger von der Puppe (Per un pugno di canzoni)
- 1966: Mountains (Mestizo)
- 1967: Die gefährlichen Abenteuer des Jerry Parker (The Fickle Finger of Fate)
- 1967: Mister Dynamit – Morgen küßt Euch der Tod
- 1967: Die Rache des Pancho Villa (Los 7 de Pancho Villa)
- 1968: Zwei Nummern zu groß (Un dollaro per 7 vigliacchi)
- 1969: Fahr zur Hölle, Gringo (Land Raiders)
- 1969: Gwangis Rache (The Valley of Gwangi)
- 1969: Um sie war der Hauch des Todes (Los desesperados)
- 1970: Die Rache des Pancho Villa (The vengeance of Pancho Villa)
- 1970: El Condor
- 1972: Hermanos de sangre
- 1974: Gracia y el forastero
- 1975: Divorcio a la andaluza
- 1976: El látigo
- 1977: Cuando tejen las arañas Solicito marido para engañar
- 1980: Reventon en Acapulco
- 1981: La golfa del barrio
- 1986: De puro relajo
- 2007: Destilando amor (Telenovela)
- 2013: Criósfera (Telenovela)